# Verities & Balderdash
Verities & Balderdash es el cuarto álbum de estudio del cantautor estadounidense Harry Chapin, publicado en 1974. La canción "Cat's in the Cradle", publicada como sencillo del álbum, fue la producción más exitosa y reconocida de la carrera de Chapin, finalizando en la posición #44 en la lista Hot 100 de Billboard de fin de año en 1974. El álbum logró la certificación de disco de oro en diciembre del mismo año.

## Lista de canciones

### Lado A
1. "Cat's in the Cradle" (Sandy Chapin, Harry Chapin) – 3:44
2. "I Wanna Learn a Love Song" (Harry Chapin) – 4:19
3. "Shooting Star" (Harry Chapin) – 4:02
4. "30,000 Pounds of Bananas" (Harry Chapin) – 5:45
5. "She Sings Songs Without Words" (Harry Chapin) – 3:31[3]

### Lado B
1. "What Made America Famous?" (Harry Chapin) – 6:53
2. "Vacancy" (Harry Chapin) – 4:00
3. "Halfway to Heaven" (Harry Chapin) – 6:10
4. "Six String Orchestra" (Harry Chapin) – 5:25[3]

## Personal
- Harry Chapin - voz, guitarra
- John Tropea - guitarra acústica
- Don Payne - bajo
- Allan Schwartzberg - batería
- Don Grolnick - teclados
- Ron Bacchiocchi - sintetizador